# Nodisoplata viridipes
Nodisoplata viridipes är en stekelart som först beskrevs av Walker 1874.  Nodisoplata viridipes ingår i släktet Nodisoplata och familjen puppglanssteklar. Inga underarter finns listade i Catalogue of Life.